# Liga 1 de Indonesia 2024-25
La 2024-25 Liga 1 de Indonesia (denominada BRI LIGA 1 por motivos de patrocinio) fue la 15.ª edición de la máxima competición profesional de fútbol en Indonesia. Organizado por la Nueva Liga de Indonesia (en Indonesio : Liga Indonesia Baru), el torneo comenzó el 9 de agosto de 2024 y finalizaró el 24 de mayo de 2025.
Persib fue el campeón defensor después de derrotar al Madura United por un global de 6-1 en la final de la Serie de Campeonato de la temporada anterior.

## Equipos participantes

### Equipos por provincia
| N.° | Provincia                     | Equipos                                   |
| --- | ----------------------------- | ----------------------------------------- |
| 4   | Java Oriental                 | Arema, Madura United, Persebaya, y Persik |
| 2   | Banten                        | Dewa United y Persita                     |
| 2   | Java Central                  | Persis y PSIS                             |
| 1   | Bali                          | Bali United                               |
| 1   | Borneo Meridional             | Barito Putera                             |
| 1   | Borneo Oriental               | Borneo Samarinda                          |
| 1   | Célebes Meridional            | PSM Makassar                              |
| 1   | Java Occidental               | Persib                                    |
| 1   | Molucas Septentrionales       | Malut United                              |
| 1   | Papua                         | PSBS                                      |
| 1   | Región Especial de Yogyakarta | PSS                                       |
| 1   | Sumatra Occidental            | Semen Padang                              |
| 1   | Yakarta                       | Persija                                   |

### Ascensos y descensos
Un total de dieciocho equipos juegan en la liga: los quince mejores equipos de la Liga 1 2023-24 más tres equipos ascendidos de la Liga 2 2023-24.
| Descendidos a Liga 2 | Descendidos a Liga 2 |
| Pos.                 | Equipo               |
| -------------------- | -------------------- |
| 16.º                 | RANS Nusantara       |
| 17.º                 | Bhayangkara Presisi  |
| 18.º                 | Persikabo 1973       |

| Ascendidos de Liga 1 | Ascendidos de Liga 1 |
| Pos.                 | Equipo               |
| -------------------- | -------------------- |
| 1.°                  | PSBS                 |
| 2.°                  | Semen Padang         |
| 3.º                  | Malut United         |

## Información de los equipos

### Estadio y ubicación
| Equipo           | Ciudad o Regencia | Estadio                         | Capacidad |
| ---------------- | ----------------- | ------------------------------- | --------- |
| Arema            | Malang            | Gajayana                        | 25,000    |
| Bali United      | Gianyar           | Kapten I Wayan Dipta            | 18,000    |
| Barito Putera    | Banjarmasin       | Demang Lehman en Banjarbaru     | 15,000    |
| Borneo Samarinda | Samarinda         | Segiri                          | 13,000    |
| Dewa United      | Tangerang del Sur | Indomilk Arena en Tangerang     | 30,000    |
| Madura United    | Bangkalan         | Gelora Bangkalan                | 13,500    |
| Malut United     | Sofifi            | Gelora Kie Raha en Ternate      | 15,000    |
| Persebaya        | Surabaya          | Gelora Bung Tomo                | 46,806    |
| Persib           | Bandung           | Bandung Lautan Api              | 38,000    |
| Persib           | Bandung           | Jalak Harupat                   | 27,000    |
| Persija          | Yakarta           | Internacional de Yakarta        | 82,000    |
| Persija          | Yakarta           | Gelora Bung Karno               | 77,200    |
| Persik           | Kediri            | Brawijaya                       | 20,000    |
| Persis           | Surakarta         | Manahan                         | 20,000    |
| Persita          | Tangerang         | Indomilk Arena                  | 30,000    |
| PSBS             | Biak Numfor       | Cendrawasih                     | 15,000    |
| PSIS             | Semarang          | Jatidiri                        | 18,000    |
| PSM Makassar     | Macasar           | Gelora B.J. Habibie en Parepare | 20,000    |
| PSS              | Sleman            | Maguwoharjo                     | 31,700    |
| Semen Padang     | Padang            | Gelora Haji Agus Salim          | 11,000    |

### Personal y kits
| Equipo           | Entrenador         | Capitán               | Proveedor         | Patrocinador del kit principal | Otros patrocinadores de equipaciones |
| ---------------- | ------------------ | --------------------- | ----------------- | ------------------------------ | ------------------------------------ |
| Arema            | Joel Cornelli      | Johan Alfarizi        | Etams             | Greenfields                    | Pertamina                            |
| Bali United      | Stefano Cugurra    | Ricky Fajrin          | SPECS             | Indofood                       | OPPO                                 |
| Barito Putera    | Rahmad Darmawan    | Rizky Pora            | H                 | Hasnur Group                   |                                      |
| Borneo Samarinda | Pieter Huistra     | Diego Michiels        | SPECS             | Ansaf                          | Pupuk Kalimantan Timur               |
| Dewa United      | Jan Olde Riekerink | Rangga Muslim         | DRX               | BAIC Group                     | Cow Play Cow Moo                     |
| Madura United    | Paulo Menezes      | Lulinha               | DRX               | Trans Utama Kargo              |                                      |
| Malut United     | Imran Nahumarury   | Manahati Lestusen     | SPECS             | Mineral Trobos                 | Lumbung Ikan Maluku                  |
| Persebaya        | Paul Munster       | Bruno Moreira         | AZA               | Kapal Api                      | Honda                                |
| Persib           | Bojan Hodak        | Marc Klok             | Sportama          | Indofood                       | Greenfields                          |
| Persija          | Carlos Peña        | Rizky Ridho           | Juaraga           | Indomie                        | J Trust Bank                         |
| Persik           | Marcelo Rospide    | Zé Valente            | DRX               | Athletes for Good              |                                      |
| Persis           | Yogie Nugraha      | Eky Taufik            | hecho por el club | Free Fire                      | Minyak Goreng Sania                  |
| Persita          | Fabio Lefundes     | Muhammad Toha         | 1953              | Indomilk                       | Aerta Tangerang                      |
| PSBS             | Emral Abus         | Beto Gonçalves        | Kasumasa          | NusaTuna                       | Freeport Indonesia                   |
| PSIS             | Gilbert Agius      | Septian David Maulana | DRX               | Indomie                        | Yamaha                               |
| PSM Makassar     | Bernardo Tavares   | Muhammad Arfan        | DRX               | Honda                          | Astra Motor                          |
| PSS              | Mazola Júnior      | Kim Kurniawan         | DRX               | Amman Mineral                  | MedcoEnergi                          |
| Semen Padang     | Eduardo Almeida    | Rosad Setiawan        | SPFC Apparel      | Semen Padang                   | SMS                                  |

## Cambios de entrenadores

### Pretemporada
| Equipo        | Entrenador principal saliente | Fecha de vacante    | Tipo de salida            | Entrenador entrante  | Fecha de nombramiento |
| ------------- | ----------------------------- | ------------------- | ------------------------- | -------------------- | --------------------- |
| PSBS          | Regi Aditya Yonathan          | 12 de marzo de 2024 | no tenía licencia AFC Pro | Juan Esnáider        | 13 de mayo de 2024    |
| Semen Padang  | Delfi Adri                    | 17 de marzo de 2024 | no tenía licencia AFC Pro | Hendri Susilo        | 25 de marzo de 2024   |
| Arema         | Widodo Cahyono Putro          | 30 de abril de 2024 | Fin de contrato           | Joel Cornelli        | 24 de junio de 2024   |
| Madura United | Mauricio Souza                | 10 de mayo de 2024  | Fin de contrato           | Widodo Cahyono Putro | 28 de junio de 2024   |
| PSS           | Risto Vidaković               | 27 de junio de 2024 | Fin de contrato           | Wagner Lopes         | 27 de junio de 2024   |
| Persija       | Thomas Doll                   | 14 de junio de 2024 | Consentimiento mutuo      | Carlos Peña          | 28 de junio de 2024   |
| Persita       | Luis Durán                    | 30 de junio de 2024 | Fin de contrato           | Fabio Lefundes       | 3 de julio de 2024    |

### Durante la temporada
| Equipo        | Entrenador principal saliente | Fecha de vacante         | Tipo de salida          | Jornada | Posición en la tabla | Entrenador entrante | Fecha de nombramiento    |
| ------------- | ----------------------------- | ------------------------ | ----------------------- | ------- | -------------------- | ------------------- | ------------------------ |
| PSBS          | Juan Esnáider                 | 10 de septiembre de 2024 | Despedido               | 3       | 16.º                 | Marcos Samso        | 10 de septiembre de 2024 |
| Semen Padang  | Hendri Susilo                 | 13 de septiembre de 2024 | Despedido               | 4       | 16.º                 | Hengky Ardiles      | 13 de septiembre de 2024 |
| Madura United | Widodo Cahyono Putro          | 16 de septiembre de 2024 | Resignado               | 4       | 17.º                 | Rakhmad Basuki      | 16 de septiembre de 2024 |
| Semen Padang  | Hengki Ardiles                | 20 de septiembre de 2024 | Fin del rol de cuidador | 5       | 16.º                 | Eduardo Almeida     | 20 de septiembre de 2024 |
| Persis        | Milomir Šešlija               | 25 de septiembre de 2024 | Despedido               | 6       | 15.º                 | Yogie Nugraha       | 25 de septiembre de 2024 |
| Madura United | Rakhmad Basuki                | 4 de octubre de 2024     | Fin del rol de cuidador | 7       | 17.º                 | Paulo Menezes       | 4 de octubre de 2024     |
| PSS           | Wagner Lopes                  | 11 de octubre de 2024    | Despedido               | 7       | 18.º                 | Mazola Júnior       | 11 de octubre de 2024    |
| PSBS          | Marcos Samso                  | 16 de octubre de 2024    | Fin del rol de cuidador | 8       | 9.º                  | Emral Abus          | 16 de octubre de 2024    |

## Desarrollo

### Clasificación
| Pos. | Equipo            | Pts. | PJ | G  | E  | P  | GF | GC | Dif. | Clasificación o Descenso                                           |
| ---- | ----------------- | ---- | -- | -- | -- | -- | -- | -- | ---- | ------------------------------------------------------------------ |
| 1    | Persib (C)        | 69   | 34 | 19 | 12 | 3  | 60 | 33 | +27  | Clasificación para el play-off de la Liga de Campeones 2 de la AFC |
| 2    | Dewa United       | 61   | 34 | 17 | 10 | 7  | 65 | 33 | +32  | Clasificación para la fase de grupos de la Liga Desafío de la AFC  |
| 3    | Malut United      | 57   | 34 | 15 | 12 | 7  | 48 | 33 | +15  |                                                                    |
| 4    | Persebaya         | 56   | 34 | 15 | 11 | 8  | 41 | 38 | +3   |                                                                    |
| 5    | Borneo Samarinda  | 56   | 34 | 16 | 8  | 10 | 50 | 38 | +12  |                                                                    |
| 6    | PSM Makassar      | 53   | 34 | 13 | 14 | 7  | 47 | 34 | +13  |                                                                    |
| 7    | Persija           | 51   | 34 | 14 | 9  | 11 | 47 | 38 | +9   |                                                                    |
| 8    | Bali United       | 50   | 34 | 14 | 8  | 12 | 50 | 41 | +9   |                                                                    |
| 9    | PSBS              | 48   | 34 | 13 | 9  | 12 | 44 | 47 | −3   |                                                                    |
| 10   | Arema             | 47   | 34 | 13 | 8  | 13 | 53 | 51 | +2   |                                                                    |
| 11   | Persita           | 43   | 34 | 12 | 7  | 15 | 32 | 43 | −11  |                                                                    |
| 12   | Persik            | 41   | 34 | 10 | 11 | 13 | 40 | 42 | −2   |                                                                    |
| 13   | Semen Padang      | 36   | 34 | 9  | 9  | 16 | 38 | 60 | −22  |                                                                    |
| 14   | Persis            | 36   | 34 | 9  | 9  | 16 | 34 | 46 | −12  |                                                                    |
| 15   | Madura United     | 36   | 34 | 10 | 6  | 18 | 36 | 58 | −22  |                                                                    |
| 16   | PSS (D)           | 34   | 34 | 11 | 4  | 19 | 43 | 50 | −7   | Descenso a Liga 2                                                  |
| 17   | Barito Putera (D) | 34   | 34 | 8  | 10 | 16 | 42 | 57 | −15  | Descenso a Liga 2                                                  |
| 18   | PSIS (D)          | 25   | 34 | 6  | 7  | 21 | 29 | 57 | −28  | Descenso a Liga 2                                                  |

Actualizado a los partidos jugados el 24 de mayo de 2025.
 Fuente: Liga 1
Criterios de clasificación: Puntos · Enfrentamientos directos · Diferencia de goles en enfrentamientos directos · Diferencia de goles · Goles a favor · Puntos de Fair Play
Notas:
1. ↑  La Comisión Disciplinaria del PSSI determinó sanciones en forma de una deducción de tres puntos y una multa de 150 millones de IDR por un caso de soborno ocurrido durante un partido contra el Madura FC en la temporada 2018 de la Liga 2 de Indonesia.[15]

| Campeón de la Liga 1 indonesia Persib 9.º título |

### Evolución de la clasificación
| Jornada / Equipo | 1  | 2  | 3  | 4  | 5  | 6  | 7  | 8 | 9 | 10 | 11 | 12 | 13 | 14 | 15 | 16 | 17 | 18 | 19 | 20 | 21 | 22 | 23 | 24 | 25 | 26 | 27 | 28 | 29 | 30 | 31 | 32 | 33 | 34 |
| Jornada / Equipo |    |    |    |    |    |    |    |   |   |    |    |    |    |    |    |    |    |    |    |    |    |    |    |    |    |    |    |    |    |    |    |    |    |    |
| ---------------- | -- | -- | -- | -- | -- | -- | -- | - | - | -- | -- | -- | -- | -- | -- | -- | -- | -- | -- | -- | -- | -- | -- | -- | -- | -- | -- | -- | -- | -- | -- | -- | -- | -- |
| Arema            | 10 | 14 | 14 | 14 | 13 | 14 | 10 |   |   |    |    |    |    |    |    |    |    |    |    |    |    |    |    |    |    |    |    |    |    |    |    |    |    |    |
| Bali             | 5  | 3  | 6  | 5  | 6  | 4  | 3  |   |   |    |    |    |    |    |    |    |    |    |    |    |    |    |    |    |    |    |    |    |    |    |    |    |    |    |
| Barito           | 17 | 10 | 12 | 12 | 9  | 9  | 13 |   |   |    |    |    |    |    |    |    |    |    |    |    |    |    |    |    |    |    |    |    |    |    |    |    |    |    |
| Borneo           | 4  | 2  | 2  | 2  | 1  | 2  | 2  |   |   |    |    |    |    |    |    |    |    |    |    |    |    |    |    |    |    |    |    |    |    |    |    |    |    |    |
| Dewa             | 11 | 11 | 13 | 11 | 11 | 10 | 12 |   |   |    |    |    |    |    |    |    |    |    |    |    |    |    |    |    |    |    |    |    |    |    |    |    |    |    |
| Madura           | 8  | 13 | 15 | 17 | 17 | 18 | 17 |   |   |    |    |    |    |    |    |    |    |    |    |    |    |    |    |    |    |    |    |    |    |    |    |    |    |    |
| Malut            | 9  | 12 | 10 | 8  | 10 | 13 | 11 |   |   |    |    |    |    |    |    |    |    |    |    |    |    |    |    |    |    |    |    |    |    |    |    |    |    |    |
| Persebaya        | 6  | 6  | 4  | 3  | 2  | 1  | 1  |   |   |    |    |    |    |    |    |    |    |    |    |    |    |    |    |    |    |    |    |    |    |    |    |    |    |    |
| Persib           | 1  | 4  | 8  | 7  | 4  | 3  | 4  |   |   |    |    |    |    |    |    |    |    |    |    |    |    |    |    |    |    |    |    |    |    |    |    |    |    |    |
| Persija          | 3  | 5  | 3  | 4  | 5  | 8  | 8  |   |   |    |    |    |    |    |    |    |    |    |    |    |    |    |    |    |    |    |    |    |    |    |    |    |    |    |
| Persik           | 14 | 8  | 9  | 10 | 7  | 6  | 6  |   |   |    |    |    |    |    |    |    |    |    |    |    |    |    |    |    |    |    |    |    |    |    |    |    |    |    |
| Persis           | 16 | 17 | 17 | 13 | 15 | 15 | 15 |   |   |    |    |    |    |    |    |    |    |    |    |    |    |    |    |    |    |    |    |    |    |    |    |    |    |    |
| Persita          | 7  | 7  | 5  | 6  | 8  | 7  | 7  |   |   |    |    |    |    |    |    |    |    |    |    |    |    |    |    |    |    |    |    |    |    |    |    |    |    |    |
| PSBS             | 15 | 15 | 16 | 15 | 14 | 12 | 9  |   |   |    |    |    |    |    |    |    |    |    |    |    |    |    |    |    |    |    |    |    |    |    |    |    |    |    |
| PSIS             | 12 | 9  | 7  | 9  | 12 | 11 | 14 |   |   |    |    |    |    |    |    |    |    |    |    |    |    |    |    |    |    |    |    |    |    |    |    |    |    |    |
| PSM              | 2  | 1  | 1  | 1  | 3  | 5  | 5  |   |   |    |    |    |    |    |    |    |    |    |    |    |    |    |    |    |    |    |    |    |    |    |    |    |    |    |
| PSS              | 18 | 18 | 18 | 18 | 18 | 17 | 18 |   |   |    |    |    |    |    |    |    |    |    |    |    |    |    |    |    |    |    |    |    |    |    |    |    |    |    |
| S Padang         | 13 | 16 | 11 | 16 | 16 | 16 | 16 |   |   |    |    |    |    |    |    |    |    |    |    |    |    |    |    |    |    |    |    |    |    |    |    |    |    |    |

## Resultados
| 9 de agosto  | 19:00 | Persib        | 4:1 | PSBS             | Si Jalak Harupat         |
| 10 de agosto | 16:30 | PSM           | 3:0 | Persis           | Batakan                  |
| 10 de agosto | 15:30 | Madura United | 1:1 | Malut United     | Gelora Bangkalan         |
| 10 de agosto | 19:00 | Persija       | 3:0 | Barito Putera    | Internacional de Yakarta |
| 11 de agosto | 15:30 | PSIS          | 0:1 | Persita          | Moch. Soebroto           |
| 11 de agosto | 15:30 | Persik        | 1:3 | Bali United      | Brawijaya                |
| 11 de agosto | 19:00 | Persebaya     | 1:0 | PSS              | Gelora Bung Tomo         |
| 12 de agosto | 15:30 | Arema         | 0:0 | Dewa United      | Gelora Soeprijadi        |
| 12 de agosto | 19:00 | Semen Padang  | 1:3 | Borneo Samarinda | PTIK                     |

| Jornada 2    | Jornada 2 | Jornada 2     | Jornada 2 | Jornada 2        | Jornada 2            |
| Fecha        | Hora      | Local         | Resultado | Visitante        | Estadio              |
| ------------ | --------- | ------------- | --------- | ---------------- | -------------------- |
| 16 de agosto | 16:30     | PSBS          | 1:2       | PSM              | Kapten I Wayan Dipta |
| 16 de agosto | 15:30     | Malut United  | 0:0       | Persebaya        | Madya                |
| 16 de agosto | 19:00     | Barito Putera | 1:0       | Madura United    | Sultan Agung         |
| 17 de agosto | 15:30     | Arema         | 0:2       | Borneo Samarinda | Gelora Soeprijadi    |
| 17 de agosto | 19:00     | Persis        | 0:1       | PSIS             | Manahan              |
| 18 de agosto | 16:30     | Bali United   | 2:0       | Semen Padang     | Kapten I Wayan Dipta |
| 18 de agosto | 19:00     | Persita       | 0:0       | Persija          | Sultan Agung         |
| 19 de agosto | 15:30     | PSS           | 0:2       | Persik           | Manahan              |
| 19 de agosto | 20:00     | Dewa United   | 2:2       | Persib           | Kapten I Wayan Dipta |

| Jornada 3    | Jornada 3 | Jornada 3        | Jornada 3 | Jornada 3     | Jornada 3                |
| Fecha        | Hora      | Local            | Resultado | Visitante     | Estadio                  |
| ------------ | --------- | ---------------- | --------- | ------------- | ------------------------ |
| 23 de agosto | 15:30     | PSIS             | 1:0       | PSBS          | Moch. Soebroto           |
| 23 de agosto | 19:00     | Persebaya        | 2:1       | Barito Putera | Gelora Bung Tomo         |
| 24 de agosto | 15:30     | Madura United    | 0:1       | Persita       | Gelora Bangkalan         |
| 24 de agosto | 19:00     | Persija          | 2:1       | Persis        | Internacional de Yakarta |
| 25 de agosto | 15:30     | Persik           | 0:0       | Malut United  | Brawijaya                |
| 25 de agosto | 19:00     | Persib           | 1:1       | Arema         | Si Jalak Harupat         |
| 26 de agosto | 15:30     | Semen Padang     | 1:0       | PSS           | PTIK                     |
| 26 de agosto | 20:00     | PSM              | 3:1       | Dewa United   | Batakan                  |
| 27 de agosto | 20:00     | Borneo Samarinda | 2:0       | Bali United   | Batakan                  |

| Jornada 4        | Jornada 4 | Jornada 4     | Jornada 4 | Jornada 4        | Jornada 4            |
| Fecha            | Hora      | Local         | Resultado | Visitante        | Estadio              |
| ---------------- | --------- | ------------- | --------- | ---------------- | -------------------- |
| 11 de septiembre | 15:30     | Dewa United   | 2:1       | PSIS             | Kapten I Wayan Dipta |
| 11 de septiembre | 16:30     | Bali United   | 0:0       | Arema            | Kapten I Wayan Dipta |
| 11 de septiembre | 16:30     | PSM           | 0:0       | Persib           | Batakan              |
| 12 de septiembre | 15:30     | PSS           | 1:1       | Borneo Samarinda | Manahan              |
| 12 de septiembre | 20:00     | PSBS          | 3:1       | Persija          | Kapten I Wayan Dipta |
| 13 de septiembre | 15:30     | Malut United  | 2:1       | Semen Padang     | Madya                |
| 13 de septiembre | 19:00     | Persis        | 4:0       | Madura United    | Manahan              |
| 14 de septiembre | 15:30     | Barito Putera | 2:2       | Persik           | Sultan Agung         |
| 14 de septiembre | 19:00     | Persita       | 0:1       | Persebaya        | Sultan Agung         |

| Jornada 5        | Jornada 5 | Jornada 5        | Jornada 5 | Jornada 5     | Jornada 5                |
| Fecha            | Hora      | Local            | Resultado | Visitante     | Estadio                  |
| ---------------- | --------- | ---------------- | --------- | ------------- | ------------------------ |
| 15 de septiembre | 16:30     | PSM              | 0:1       | Arema         | Batakan                  |
| 15 de septiembre | 19:00     | Persib           | 2:1       | PSIS          | Si Jalak Harupat         |
| 16 de septiembre | 16:30     | Bali United      | 0:0       | PSS           | Kapten I Wayan Dipta     |
| 16 de septiembre | 19:00     | Persija          | 0:0       | Dewa United   | Internacional de Yakarta |
| 17 de septiembre | 16:30     | PSBS             | 2:1       | Madura United | Kapten I Wayan Dipta     |
| 17 de septiembre | 20:00     | Borneo Samarinda | 1:0       | Malut United  | Batakan                  |
| 18 de septiembre | 15:30     | Semen Padang     | 1:2       | Barito Putera | Sumatra Occidental       |
| 18 de septiembre | 15:30     | Persik           | 1:0       | Persita       | Brawijaya                |
| 18 de septiembre | 19:00     | Persebaya        | 2:1       | Persis        | Gelora Bung Tomo         |

| Jornada 6        | Jornada 6 | Jornada 6     | Jornada 6 | Jornada 6        | Jornada 6            |
| Fecha            | Hora      | Local         | Resultado | Visitante        | Estadio              |
| ---------------- | --------- | ------------- | --------- | ---------------- | -------------------- |
| 20 de septiembre | 15:30     | PSS           | 3:1       | Arema            | Manahan              |
| 20 de septiembre | 20:00     | PSM           | 0:0       | PSIS             | Batakan              |
| 21 de septiembre | 16:30     | Dewa United   | 3:3       | Madura United    | Kapten I Wayan Dipta |
| 21 de septiembre | 19:00     | Malut United  | 1:4       | Bali United      | Sultan Agung         |
| 22 de septiembre | 15:30     | Persita       | 1:0       | Semen Padang     | Sultan Agung         |
| 22 de septiembre | 20:00     | PSBS          | 0:1       | Persebaya        | Kapten I Wayan Dipta |
| 23 de septiembre | 15:30     | Persis        | 0:1       | Persik           | Manahan              |
| 23 de septiembre | 15:30     | Persib        | 2:0       | Persija          | Si Jalak Harupat     |
| 23 de septiembre | 19:00     | Barito Putera | 1:1       | Borneo Samarinda | Sultan Agung         |

| Jornada 7        | Jornada 7 | Jornada 7        | Jornada 7 | Jornada 7     | Jornada 7                |
| Fecha            | Hora      | Local            | Resultado | Visitante     | Estadio                  |
| ---------------- | --------- | ---------------- | --------- | ------------- | ------------------------ |
| 26 de septiembre | 15:30     | PSIS             | 1:2       | Arema         | Moch. Soebroto           |
| 26 de septiembre | 19:00     | PSS              | 0:1       | Malut United  | Manahan                  |
| 27 de septiembre | 16:30     | Bali United      | 3:2       | Barito Putera | Kapten I Wayan Dipta     |
| 27 de septiembre | 19:00     | Persebaya        | 0:0       | Dewa United   | Gelora Bung Tomo         |
| 28 de septiembre | 15:30     | Persik           | 0:1       | PSBS          | Brawijaya                |
| 28 de septiembre | 19:00     | Madura United    | 2:2       | Persib        | Gelora Bangkalan         |
| 29 de septiembre | 15:30     | Semen Padang     | 0:0       | Persis        | Pakansari                |
| 29 de septiembre | 19:00     | Persija          | 1:1       | PSM           | Internacional de Yakarta |
| 30 de septiembre | 20:00     | Borneo Samarinda | 0:0       | Persita       | Batakan                  |

| Jornada 8     | Jornada 8 | Jornada 8     | Jornada 8 | Jornada 8        | Jornada 8            |
| Fecha         | Hora      | Local         | Resultado | Visitante        | Estadio              |
| ------------- | --------- | ------------- | --------- | ---------------- | -------------------- |
| 17 de octubre | 15:30     | Dewa United   | 2:3       | Persik           | Pakansari            |
| 17 de octubre | 19:00     | PSIS          | 0:2       | Persija          | Moch. Soebroto       |
| 18 de octubre | 15:30     | Persib        |           | Persebaya        | Si Jalak Harupat     |
| 18 de octubre | 16:30     | PSBS          |           | Semen Padang     | Kapten I Wayan Dipta |
| 18 de octubre | 20:00     | PSM           |           | Madura United    | Batakan              |
| 19 de octubre | 15:30     | Arema         |           | Malut United     | Gelora Soeprijadi    |
| 19 de octubre | 19:00     | Persis        |           | Borneo Samarinda | Manahan              |
| 20 de octubre | 15:30     | Barito Putera |           | PSS              | Sultan Agung         |
| 20 de octubre | 19:00     | Persita       |           | Bali United      | Sultan Agung         |

|  |  |  |  |  |  |

|  |  |  |  |  |  |

### Tabla de resultados cruzados
| Local \ Visitante | AFC | BLI | BAR | BOR | DWU | MDR | MLT | PBY | PSB | PSJ | KDR | PSO | PTR | BIK | SMG | PSM | PSS | SMP |
| ----------------- | --- | --- | --- | --- | --- | --- | --- | --- | --- | --- | --- | --- | --- | --- | --- | --- | --- | --- |
| Arema             | —   | 1–0 | 4–2 | 0–2 | 0–0 | 0–1 | 3–1 | 1–1 | 1–3 | 1–2 | 0–3 | 1–1 | 3–0 | 3–2 | 2–2 | 1–1 | 6–2 | 0–2 |
| Bali United       | 0–0 | —   | 3–2 | 3–2 | 0–0 | 0–2 | 1–1 | 2–0 | 1–1 | 3–1 | 1–3 | 3–0 | 1–1 | 0–2 | 4–0 | 1–1 | 0–0 | 2–0 |
| Barito Putera     | 1–3 | 3–1 | —   | 1–1 | 1–1 | 1–0 | 1–1 | 3–0 | 1–2 | 2–3 | 2–2 | 0–1 | 0–2 | 0–3 | 0–0 | 1–4 | 0–3 | 2–1 |
| Borneo Samarinda  | 3–1 | 2–0 | 2–1 | —   | 1–0 | 5–0 | 1–0 | 1–1 | 2–2 | 1–0 | 0–4 | 0–1 | 0–0 | 3–0 | 0–0 | 1–1 | 1–0 | 1–3 |
| Dewa United       | 2–0 | 1–0 | 1–1 | 0–1 | —   | 3–3 | 1–2 | 2–0 | 2–2 | 2–1 | 2–3 | 2–0 | 3–0 | 4–0 | 2–1 | 3–2 | 2–1 | 6–0 |
| Madura United     | 2–4 | 2–1 | 2–4 | 2–3 | 3–1 | —   | 1–1 | 1–2 | 2–2 | 1–0 | 2–1 | 2–0 | 0–1 | 0–0 | 2–0 | 1–3 | 0–3 | 0–1 |
| Malut United      | 2–1 | 1–4 | 0–0 | 3–0 | 1–1 | 0–1 | —   | 0–0 | 1–0 | 0–1 | 2–1 | 3–0 | 2–1 | 1–1 | 5–1 | 2–2 | 1–0 | 2–1 |
| Persebaya         | 3–2 | 1–3 | 2–1 | 2–1 | 0–0 | 1–0 | 0–2 | —   | 4–1 | 2–1 | 4–1 | 2–1 | 1–1 | 1–0 | 1–1 | 1–1 | 1–0 | 1–1 |
| Persib            | 1–1 | 2–1 | 1–1 | 1–0 | 0–2 | 0–0 | 2–0 | 2–0 | —   | 2–0 | 4–1 | 2–1 | 3–1 | 4–1 | 2–1 | 1–0 | 3–0 | 1–1 |
| Persija           | 1–3 | 3–0 | 3–0 | 1–1 | 0–0 | 4–1 | 0–0 | 1–1 | 2–2 | —   | 2–0 | 2–1 | 2–0 | 2–2 | 2–0 | 1–1 | 3–1 | 0–2 |
| Persik            | 1–0 | 1–3 | 1–1 | 1–2 | 1–2 | 1–0 | 0–0 | 3–3 | 0–2 | 0–1 | —   | 0–0 | 1–0 | 0–1 | 0–1 | 2–2 | 0–0 | 3–1 |
| Persis            | 0–1 | 2–2 | 0–0 | 3–2 | 1–1 | 4–0 | 1–3 | 2–1 | 0–1 | 3–3 | 0–1 | —   | 1–0 | 1–1 | 0–1 | 0–1 | 0–2 | 1–1 |
| Persita           | 3–2 | 0–1 | 2–1 | 1–2 | 0–4 | 1–1 | 1–1 | 0–1 | 2–2 | 0–0 | 1–0 | 2–0 | —   | 0–2 | 2–1 | 2–1 | 1–2 | 1–0 |
| PSBS              | 2–2 | 2–0 | 2–1 | 1–0 | 3–1 | 2–1 | 1–3 | 0–1 | 1–1 | 3–1 | 1–1 | 0–2 | 1–3 | —   | 1–3 | 1–2 | 2–1 | 3–2 |
| PSIS              | 1–2 | 2–1 | 1–2 | 2–5 | 1–4 | 1–2 | 1–3 | 0–1 | 0–1 | 0–2 | 0–0 | 1–2 | 0–1 | 1–0 | —   | 1–1 | 1–2 | 1–0 |
| PSM Makassar      | 0–1 | 0–1 | 3–2 | 1–0 | 3–1 | 2–0 | 3–2 | 0–1 | 0–0 | 1–0 | 1–1 | 3–0 | 1–0 | 1–1 | 0–0 | —   | 1–1 | 2–0 |
| PSS               | 3–1 | 1–2 | 1–2 | 1–1 | 0–1 | 4–0 | 0–1 | 3–1 | 1–2 | 2–1 | 0–2 | 1–4 | 1–2 | 0–1 | 1–1 | 3–1 | —   | 2–4 |
| Semen Padang      | 1–2 | 1–5 | 1–2 | 1–3 | 1–8 | 2–1 | 1–1 | 0–0 | 1–4 | 0–1 | 1–1 | 0–0 | 2–0 | 1–1 | 3–2 | 1–1 | 1–0 | —   |

## Datos y estadísticas

### Máximos goleadores
| Pos. | Jugador           | Equipo      | Goles |
| ---- | ----------------- | ----------- | ----- |
| 1    | Alex              | Dewa United | 26    |
| 2    | Gustavo           | Persija     | 18    |
| =    | Tyronne del Pino  | Persib      | 18    |
| 4    | Gustavo Tocantins | PSS         | 16    |
| 5    | Dalberto Luan     | Arema       | 15    |

### Máximos asistentes
| Pos. | Jugador          | Equipo           | Asist. |
| ---- | ---------------- | ---------------- | ------ |
| 1    | Ciro Alves       | Persib           | 12     |
| 2    | Mariano Peralta  | Borneo Samarinda | 12     |
| 3    | Alexis Messidoro | Dewa United      | 10     |
| 4    | Ryo Matsumura    | Persija          | 9      |
| 5    | Rizky Pora       | Barito Putera    | 8      |